# توماس جاي باريت
توماس جاي باريت (بالإنجليزية: Thomas J. Barrett)‏ هو ضابط أمريكي، ولد في 15 يناير 1947 في نيويورك في الولايات المتحدة.